# Бринкум
Бринкум (нем. Brinkum) — община в Германии, в земле Нижняя Саксония.
Входит в состав района Лер. Подчиняется управлению Хезель. Население составляет 650 человек (на 31 декабря 2010 года). Занимает площадь 5,51 км².
| Год  | Население |
| ---- | --------- |
| 1990 | 592       |
| 1995 | 612       |
| 2000 | 660       |
| 2005 | 656       |
| 2010 | 646       |